# جبل عمان

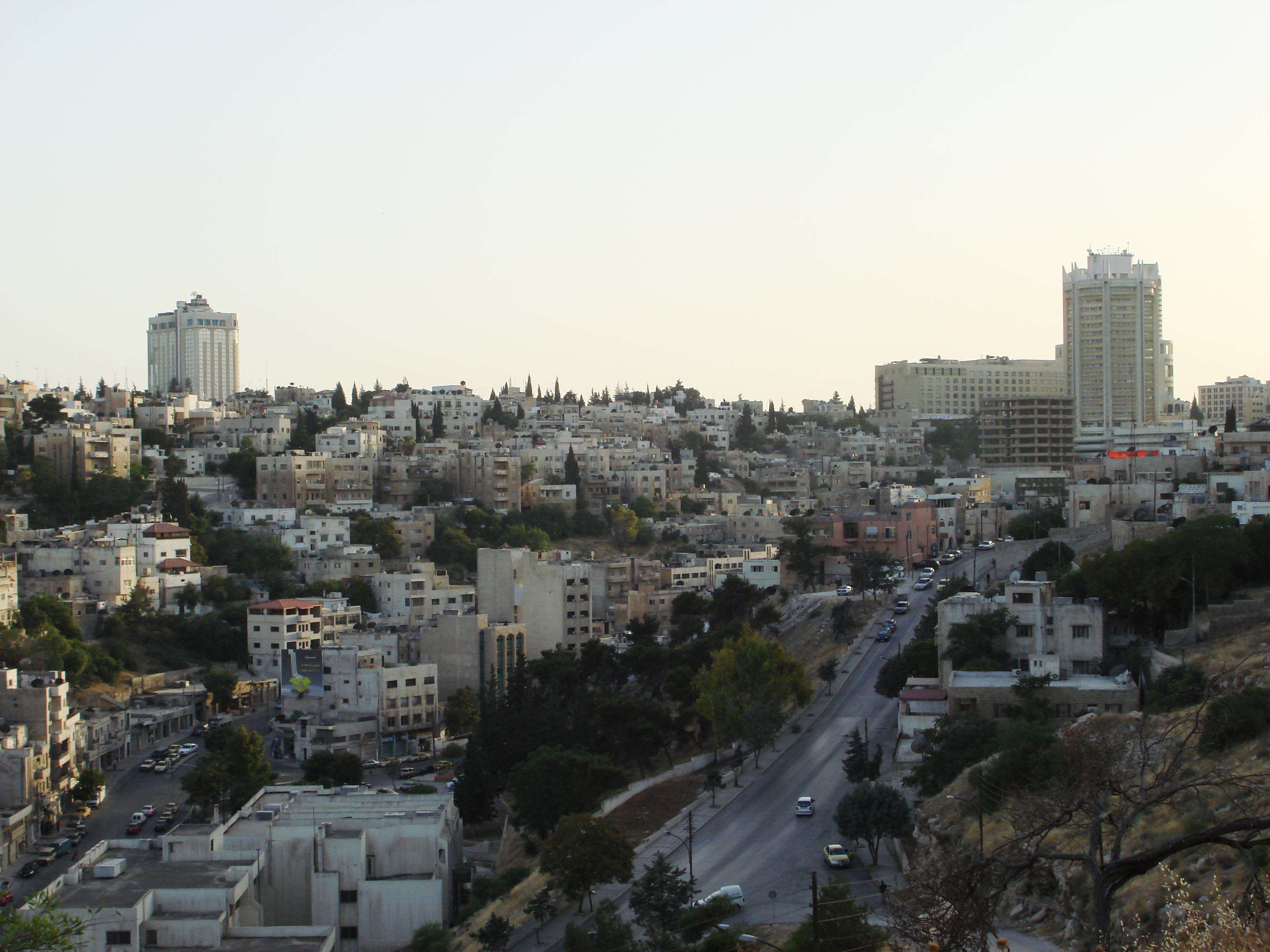
جبل عمان كما يظهر من جبل اللويبدة

جبل عمان أحد أحياء مدينة عمّان التي يقع جزء منها في شطرها الشرقي والآخر في الجزء الغربي. يمتاز جبل عمان بالشوارع الضيقة التي أنشئ بعضها في ثلاثينيات الماضي، ويحوي على كثير من المعالم التراثية والشعبية للعاصمة والبلد بشكل عام وهناك أنشئ أول دوار في عمان هو الدوار الأول والذي يقع عليه شارع الرينبو التراثي المكتظ بالسياح الأجانب.
يمتاز جبل عمان أيضاً بارتفاعه عن الأحياء المجاورة له وخاصة منطقة الدوار الثالث حيث فندق الرويال وفندق حياة عمان ذو الإطلالتين على معظم مناطق عمان.

## تاريخ
مثل باقي جبال عمان القديمة، كان الناس يستوطنون جبل عمان منذ العصر الحجري لكن بعكس الجبال القريبة خاصة جبل القلعة، كان جبل عمان غير محصن،  فبقي على هذا الأمر حتى مطلع القرن العشرين عندما أعلنت عمّان عاصمة لإمارة شرق الأردن ومقر للعائلة المالكة والاقتصاد وكبار التجار ومكاتب القوات المسلحة بالبلاد. فبدأ السياسيون بالانتقال إلى جبل عمان والمناطق المجاورة. فأصبح جبل عمان من أماكن النخبة المختارة في عمان والتي بدأت عمان الغربية الحديثة بالتكون منه خاصة عند إنشاء الدوار الأول، الذي كان الشريان الرئيسي الرابط بين عمان الغربية وعمان الشرقية على مر أيام المنطقة.
تشهد الأشجار المزروعة اليوم على تاريخ جبل عمان المعاصر.
في عام 2005 قامت أمانة عمان الكبرى بإعلان جبل عمان نقطة جذب تراثية ووضعت أربع خطط لتطوير المنطقة التاريخية.

## الموقع

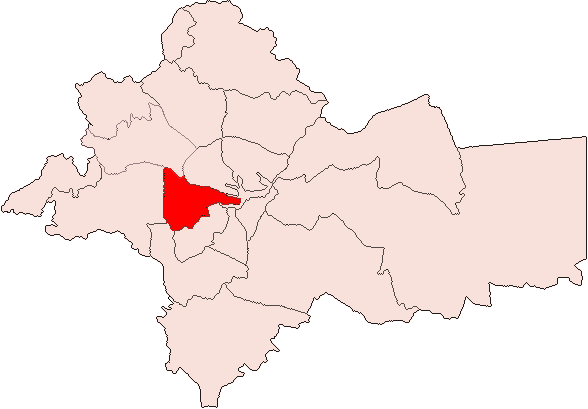
منطقة زهران - يقع جبل عمان شرقها

بداية جبل عمان تبدأ عند الدوار الأول وتنتهي عند شارع الملك طلال (الدوار الثالث) يصل بينها شارع زهران الذي يمتد حتى الدوار الثامن. ويتقاسم شارع التاسع من شعبان المنطقة بين جبل عمان وجبل اللويبدة إلى الشمال منه. بينما يقع شارع منكو التراثي على طول المنحدر القريب من الجبل. بينما يخدم شارع الرينبو المحور الرئيسي القادم إلى وسط البلد وأسفل الجبل. يقع الجبل الأخضر الآن في الجهة المعاكسة لجبل عمان.
يقع جبل عمان حسب تنظيم أمانة عمان ما بين الدوار الأول والدوار الثالث، لكن هناك من يعتبره على امتداد الدوار الخامس حيث منطقة عبدون أو ما بعده بقليل. وهو ضمن منطقة زهران الذي تقع عليه باقي دوارات عمّان من الخامس إلى الثامن. وكذلك تتكون من عدة أحياء هي جبل عمان وعبدون وأم أذينة.
يضمّ جبل عمان بشكل واضح على كثير من مقرات البعثات البلوماسية والسفارات الأجنبية كالسفارة التركية والعراقية والجزائرية والأرغوانية والإسبانية، وغيرها.

## العمارة

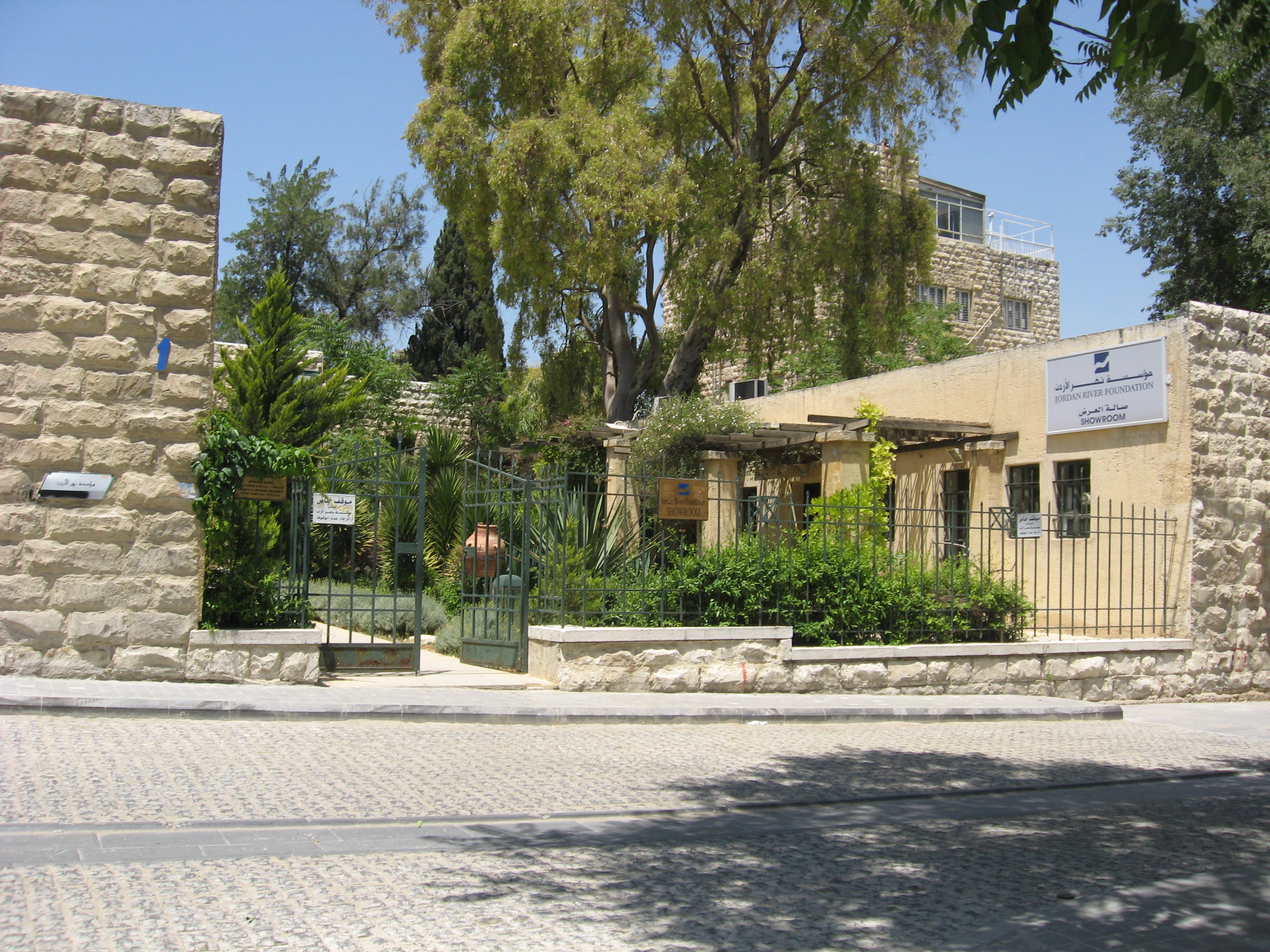
مؤسسة نهر الأردن في شارع الرينبو

يشتهر جبل عمان بالأبنية التاريخية والعمارة العائدة لفترة بداية القرن العشرين. عندما بدأ السياسيون والمقاولون بالانتقال إلى الجوار في نفس الوقت، حيث بدأوا في بناء المنازل والتي كانت معظمها ذات طابق واحد ومن تلك المنازل والأبنية التاريخية القائمة الآن:
- قصور آل منكو (قصر حمدي منكو الأول وهو الآن الهيئة الملكية للأفلام، قصر إبراهيم منكو، قصر كمال منكو)
- مبنى مجلس الأمة القديم (1942-1978)، متحف الحياة البرلمانية حالياً.
- عمارة مصطفى خلف الزيات
- قصر البلبيسي
- قصر الطباع
- فيلا الطراونه
- فيلا شاكر الزهار وهو من الأطباء الأوائل في الأردن
- فيلا سعيد المفتي
- منزل الملك طلال
- فيلا جردانة، فيلا عصفور، فيلا رشيدات، فيلا ظبيان... واخرون
- المجلس الثقافي البريطاني
- بيت سمور
- بيت شقير، كان منزلا ثم مدرسة للبنات (الأولى من نوعها في المملكة)، إلى أن أصبح مؤخرا مطعما ودار للتراث.
- بيت علي باشا الحموري (مواليد بيت رأس)

اليوم، العديد من الاستثمارت التجارية والسياحية مثل مؤسسة نهر الأردن والهيئة الملكية للأفلام ومؤسسة برية الأردن، وغيرها قد استخدمت الكثير من هذه الأبنية وغيرها كمقرات لها.

## جمعية سكان حي جبل عمان القديم "جارا

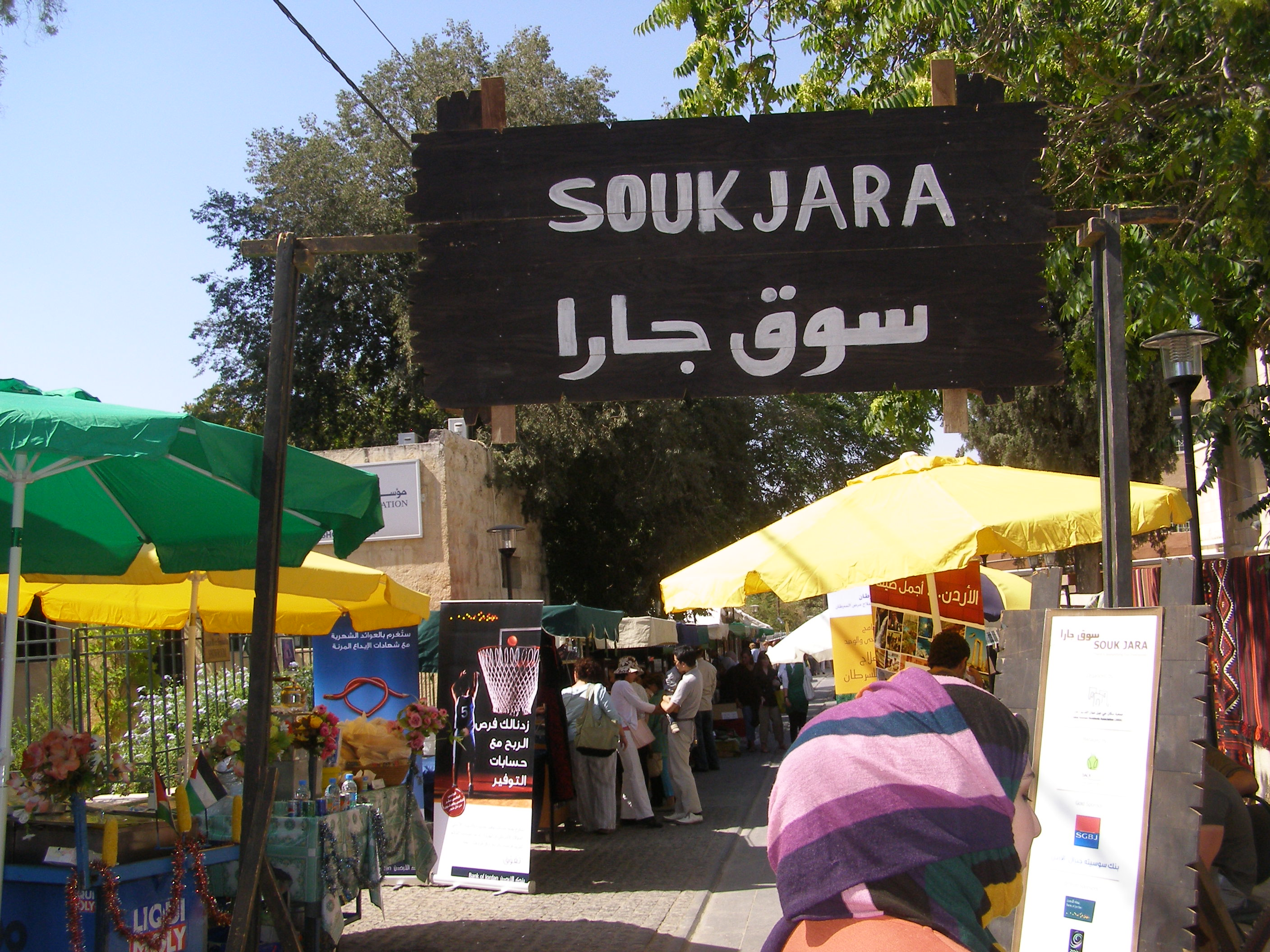
سوق جارا

تأسست جمعية سكان حي جبل عمان القديم في عام 2004 لكي تحافظ على إرث المنطقة واحياء النشاطات التراثية فيه. تستضيف الجمعية الكثير من الأسواق خارج جبل عمان ومن أهمها سوق جارا الذي تأسّس عام 2005 والذي يحمل اسم الجمعية باللغة الإنجليزية.

## معرض صور

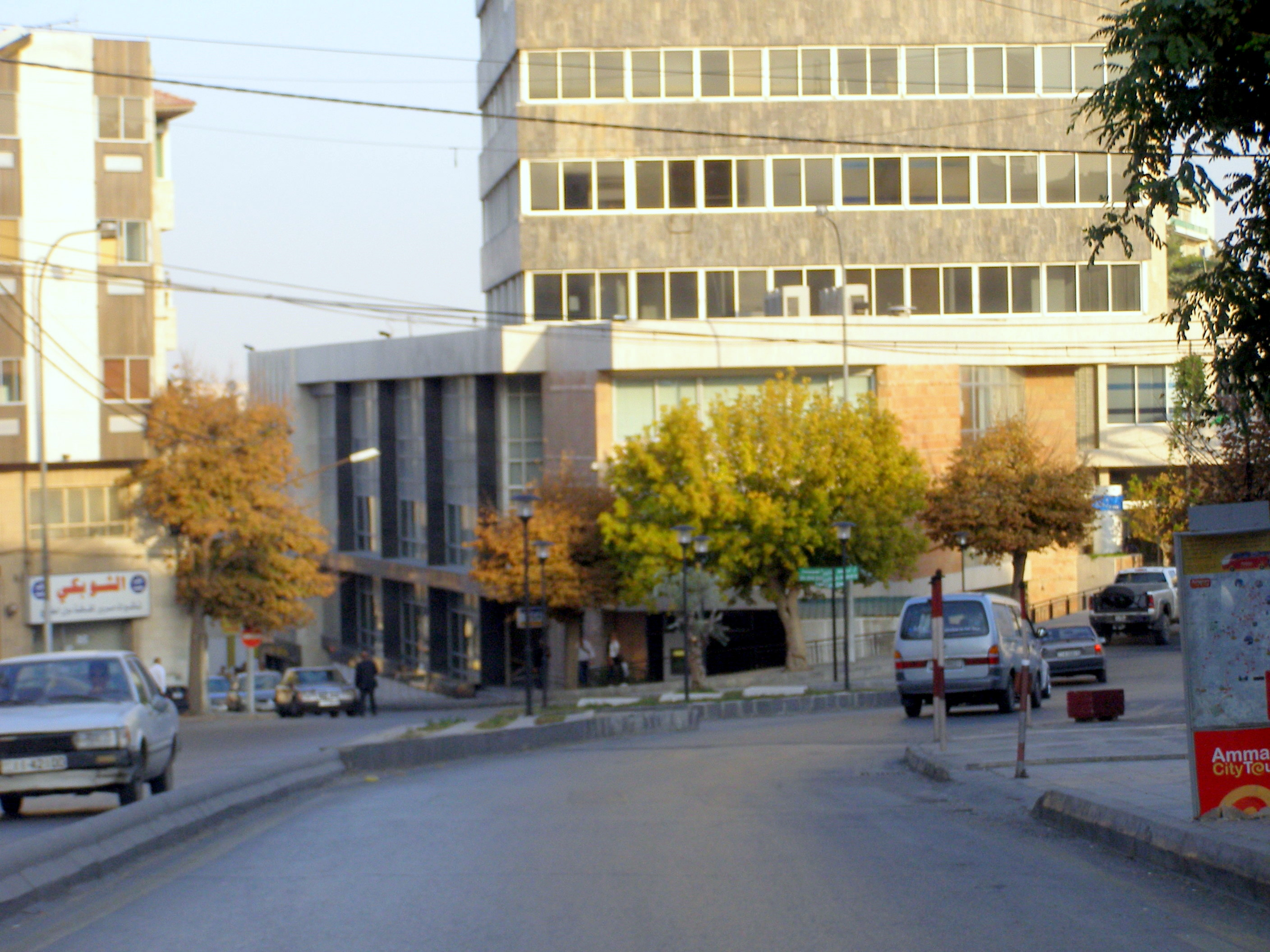
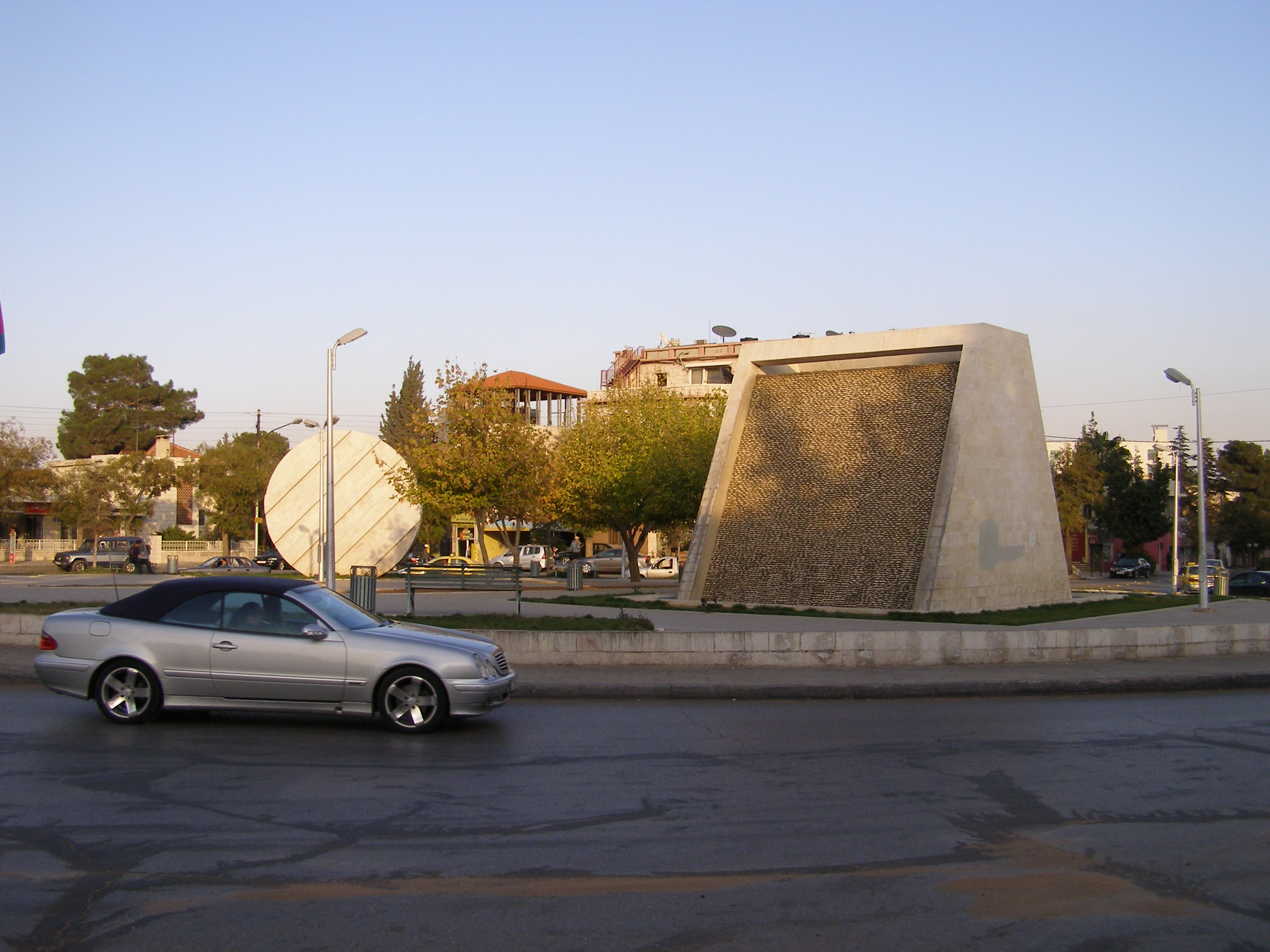
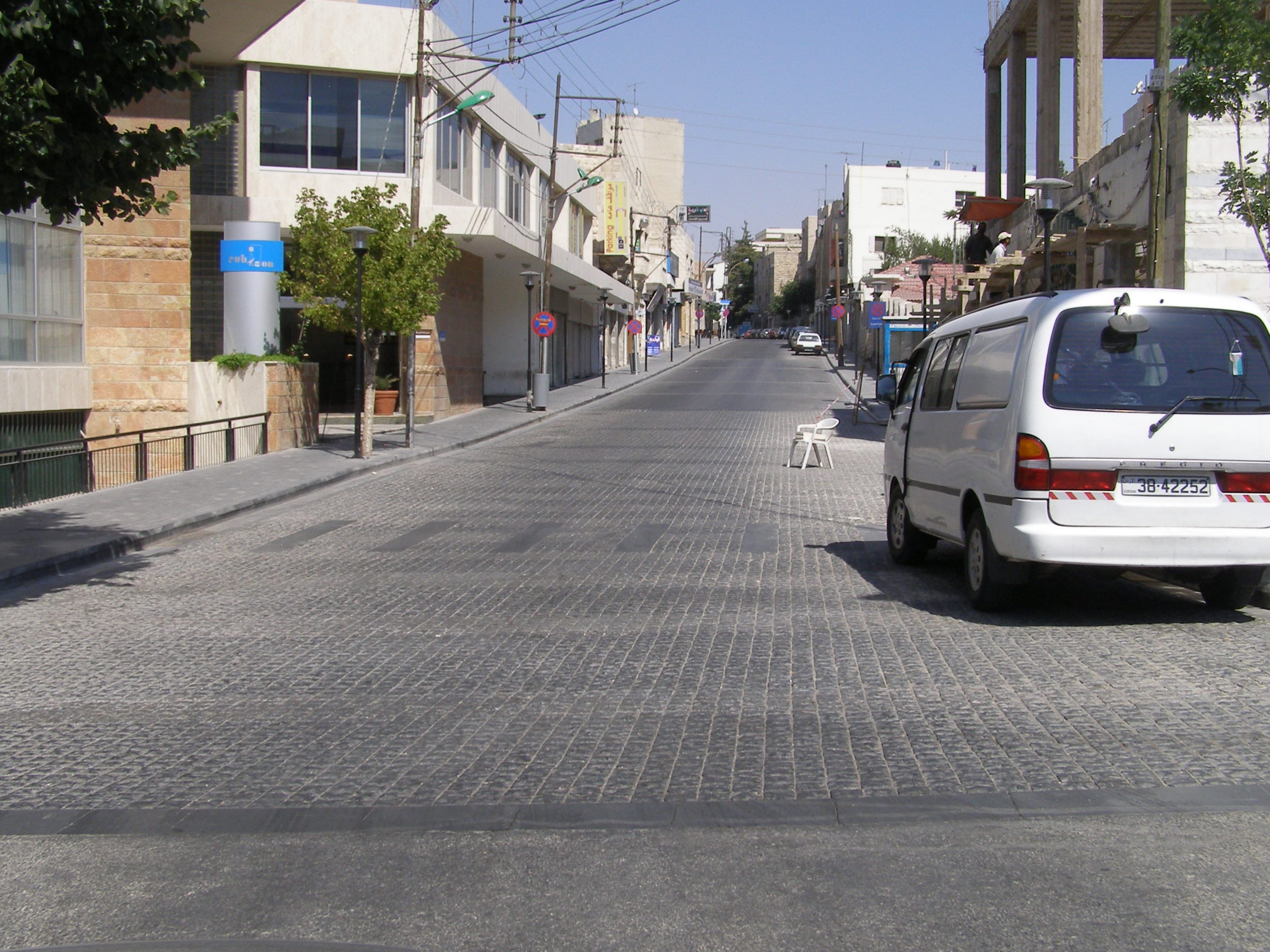
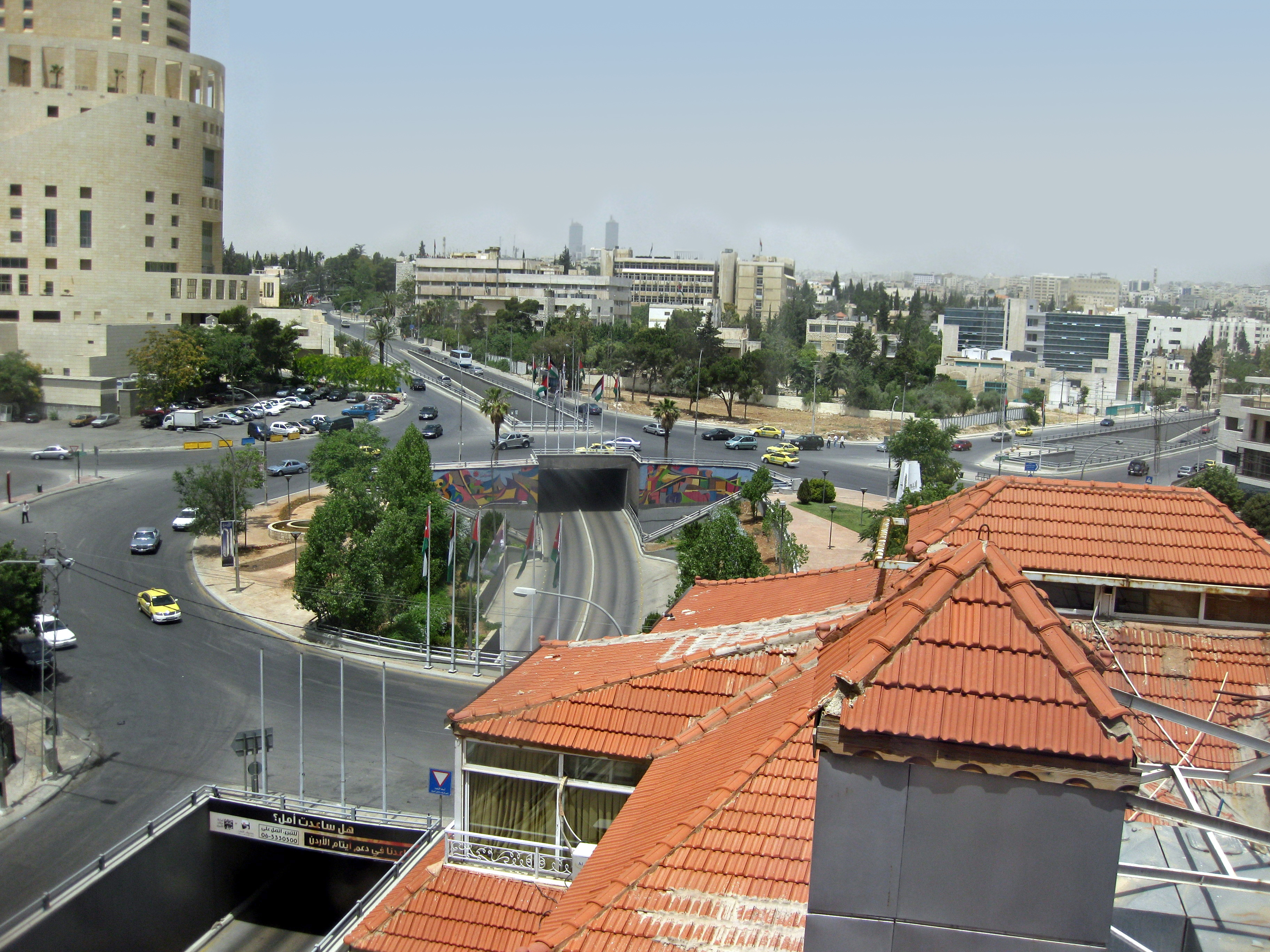
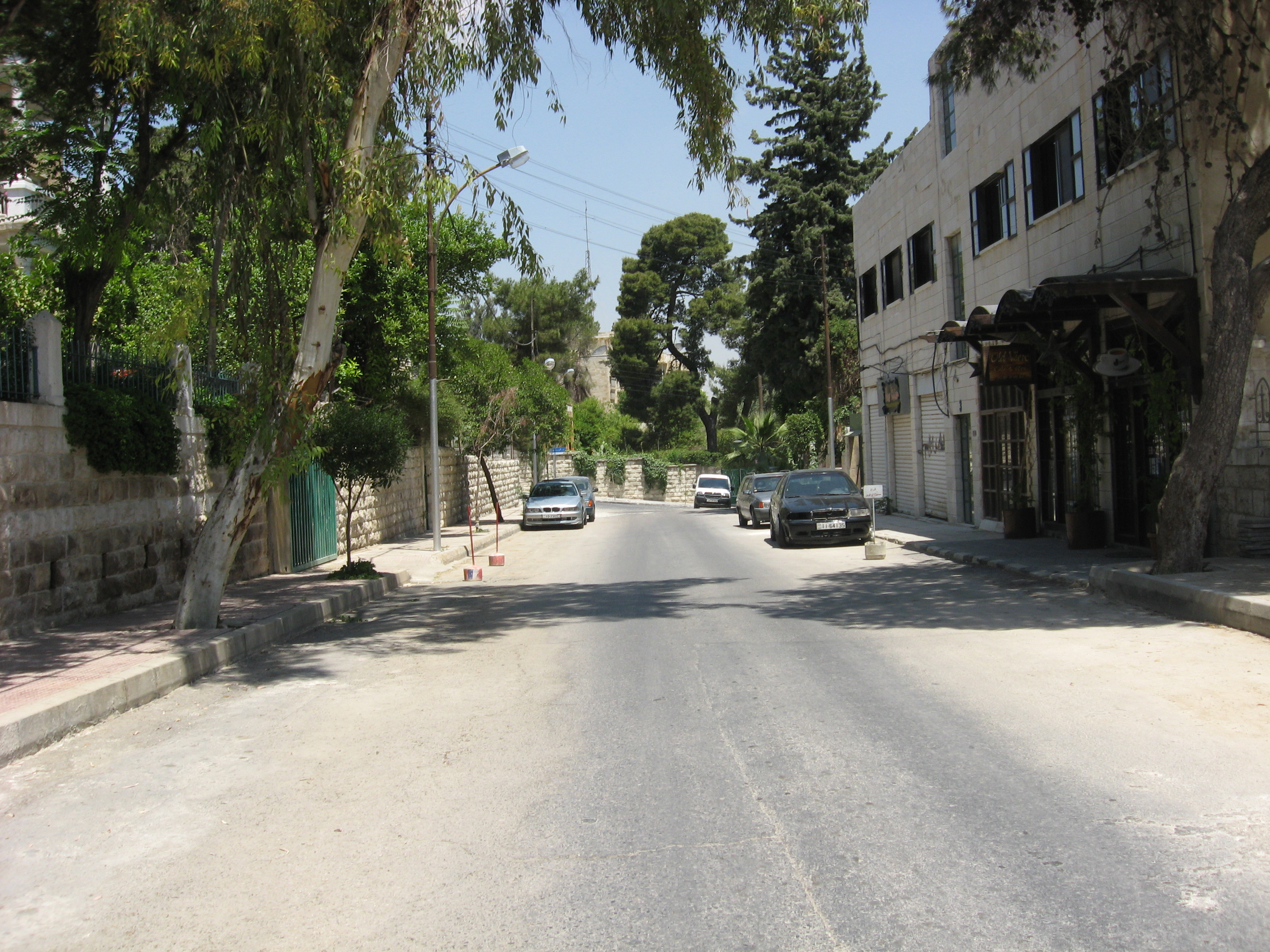